# 乔克·艾尔德
乔克·艾尔德（英語：Jock Aird，1926年12月18日—2021年6月14日），英国男子足球运动员，场上位置是后卫。他曾代表苏格兰代表队参加1954年国际足联世界杯，结果队伍止步小组赛阶段。